# Олобок (Нижньосілезьке воєводство)
Олобок (пол. Ołobok, нім. Mühlbock) — село в Польщі, у гміні Осечниця Болеславецького повіту Нижньосілезького воєводства.
Населення — 478 осіб (2011).
У 1975-1998 роках село належало до Єленьоґурського воєводства.

## Демографія
Демографічна структура станом на 31 березня 2011 року:
|          | Загалом | Допрацездатний вік | Працездатний вік | Постпрацездатний вік |
| -------- | ------- | ------------------ | ---------------- | -------------------- |
| Чоловіки | 229     | 44                 | 167              | 18                   |
| Жінки    | 249     | 65                 | 145              | 39                   |
| Разом    | 478     | 109                | 312              | 57                   |